# 小迈阿密河
小迈阿密河（英語：Little Miami River）是俄亥俄河的一条一级支流，长约111英里（179），流经美国俄亥俄州西南部的五个县。小迈阿密河在辛辛那提以东汇入俄亥俄河。它也是汉密尔顿县和克萊蒙縣之间的边界以及汉密尔顿县和沃伦县之间的边界。